# چاک کمبل
چاک کمبل (به انگلیسی: Chuck Campbell)(زاده ۵ اوت ۱۹۶۹) بازیگر کانادایی است.
از کارهای معروف او می‌توان به بازی در فیلم جیسون ایکس اشاره کرد.